# Изварка (приток Лемовжи)
Изварка — река в России, протекает по Волосовскому району Ленинградской области.
Исток — в деревне Извара, в пруду у музея-усадьбы Рериха. Устье реки находится в 48 км по правому берегу реки Лемовжи, в деревне Чёрное. Длина реки составляет 6 км.

## Данные водного реестра
По данным государственного водного реестра России относится к Балтийскому бассейновому округу, водохозяйственный участок реки — Луга от водомерного поста Толмачёво до устья. Относится к речному бассейну реки Нарва (российская часть бассейна).
Код объекта в государственном водном реестре — 01030000612102000026176.